# Phygopoda fulvitarsis
Phygopoda fulvitarsis là một loài bọ cánh cứng trong họ Cerambycidae.